# Ларен (Гелдерланд)
Ларен (нід. Laren) — село в нідерландській провінції Гелдерланд. Входить до муніципалітету Лохем.
Його площа становить 53,85км², а населення станом на 2021 рік складало 4 370 осіб.
Перша згадка про населений пункт датується 1346 роком. До 1971 року мало статус окремого муніципалітету.

## Галерея

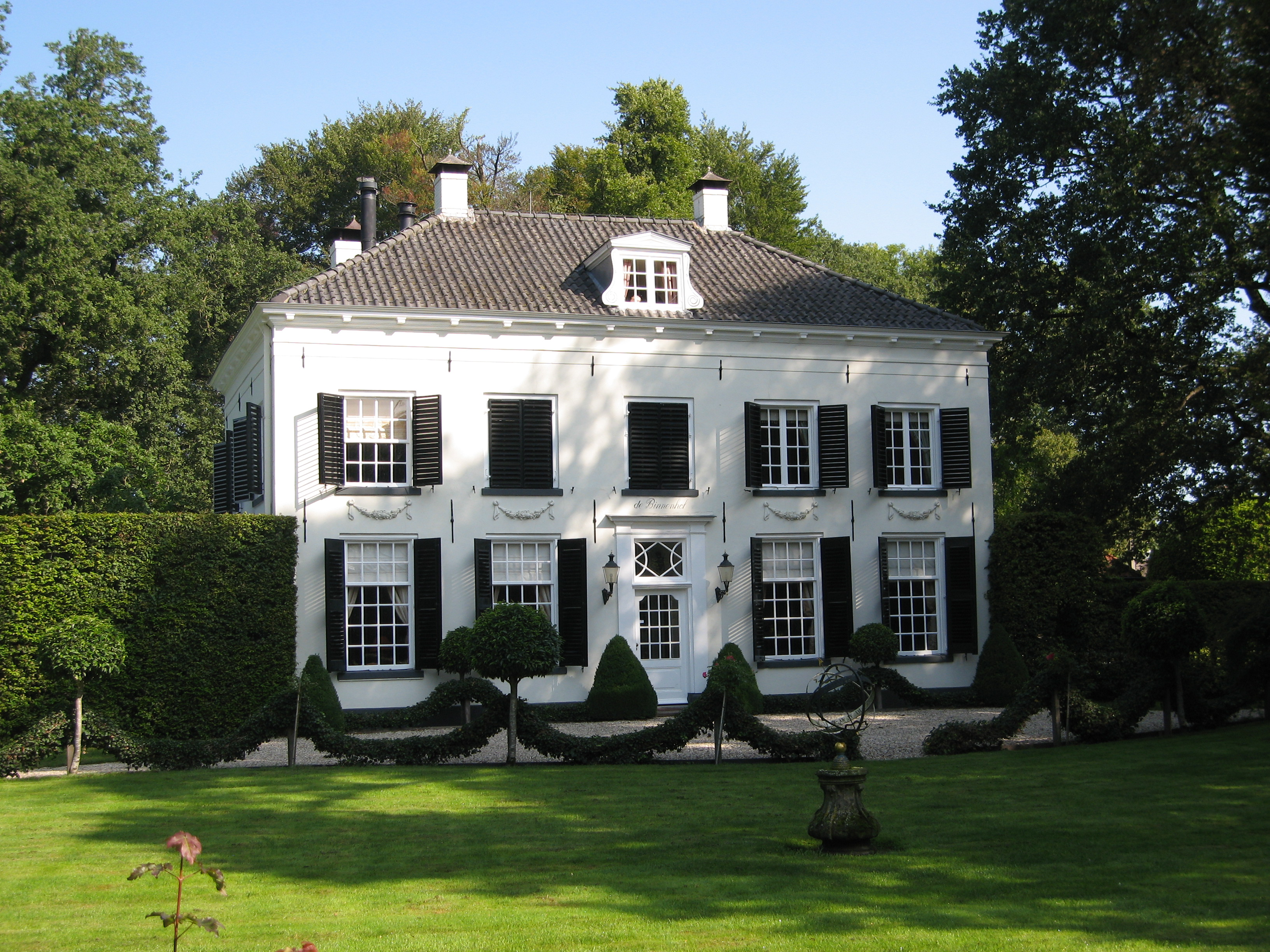
Вілла у Ларені
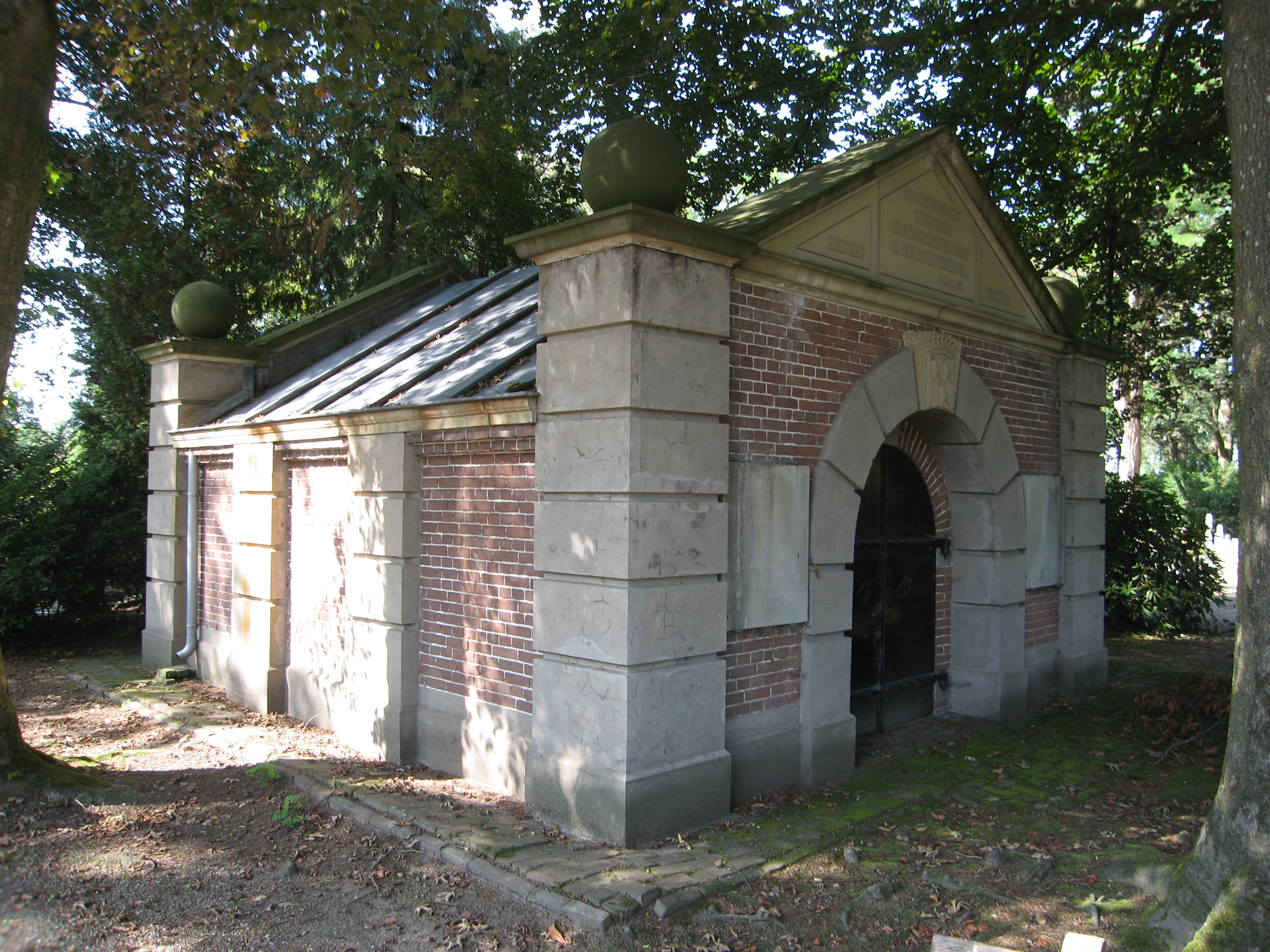
Склеп
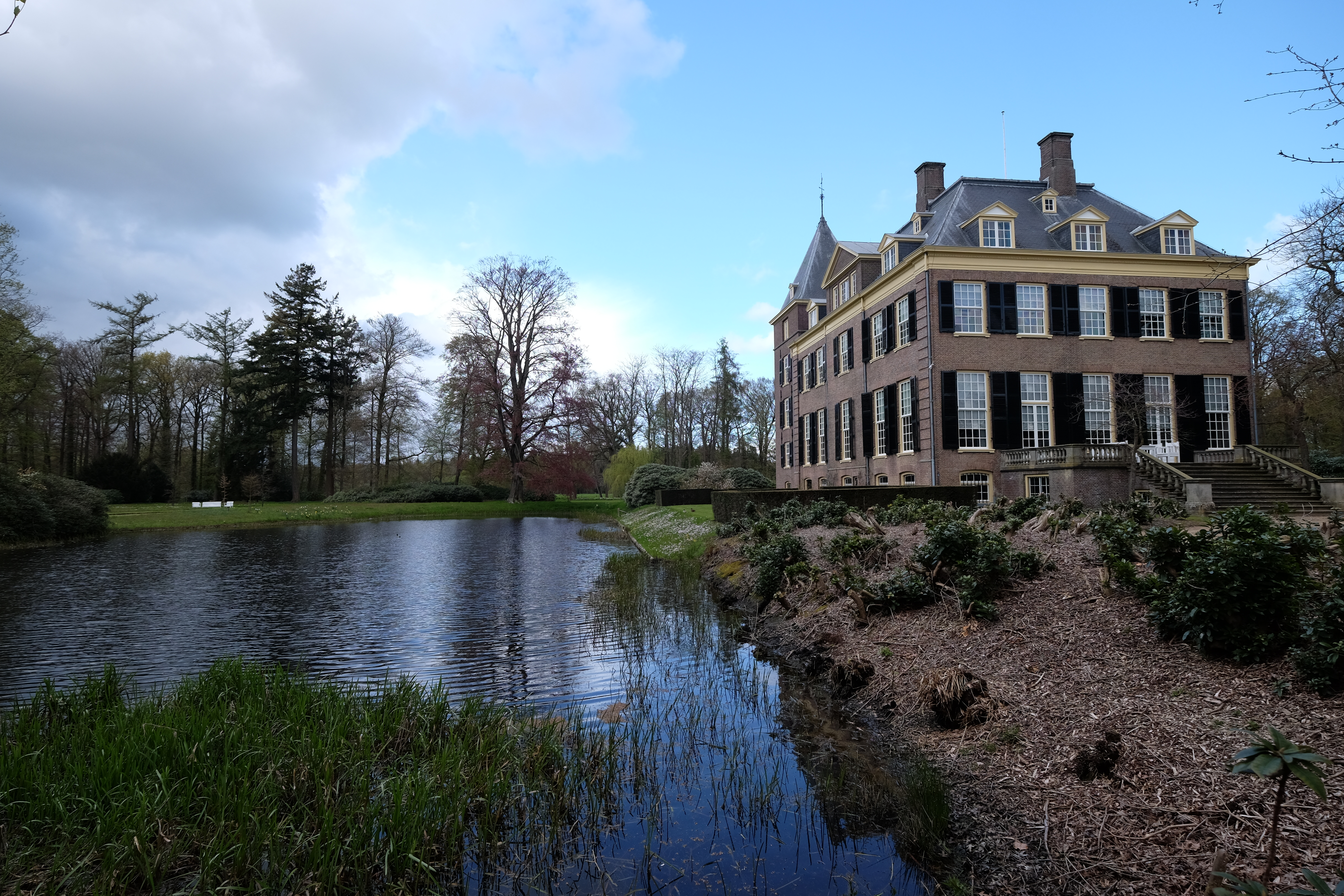
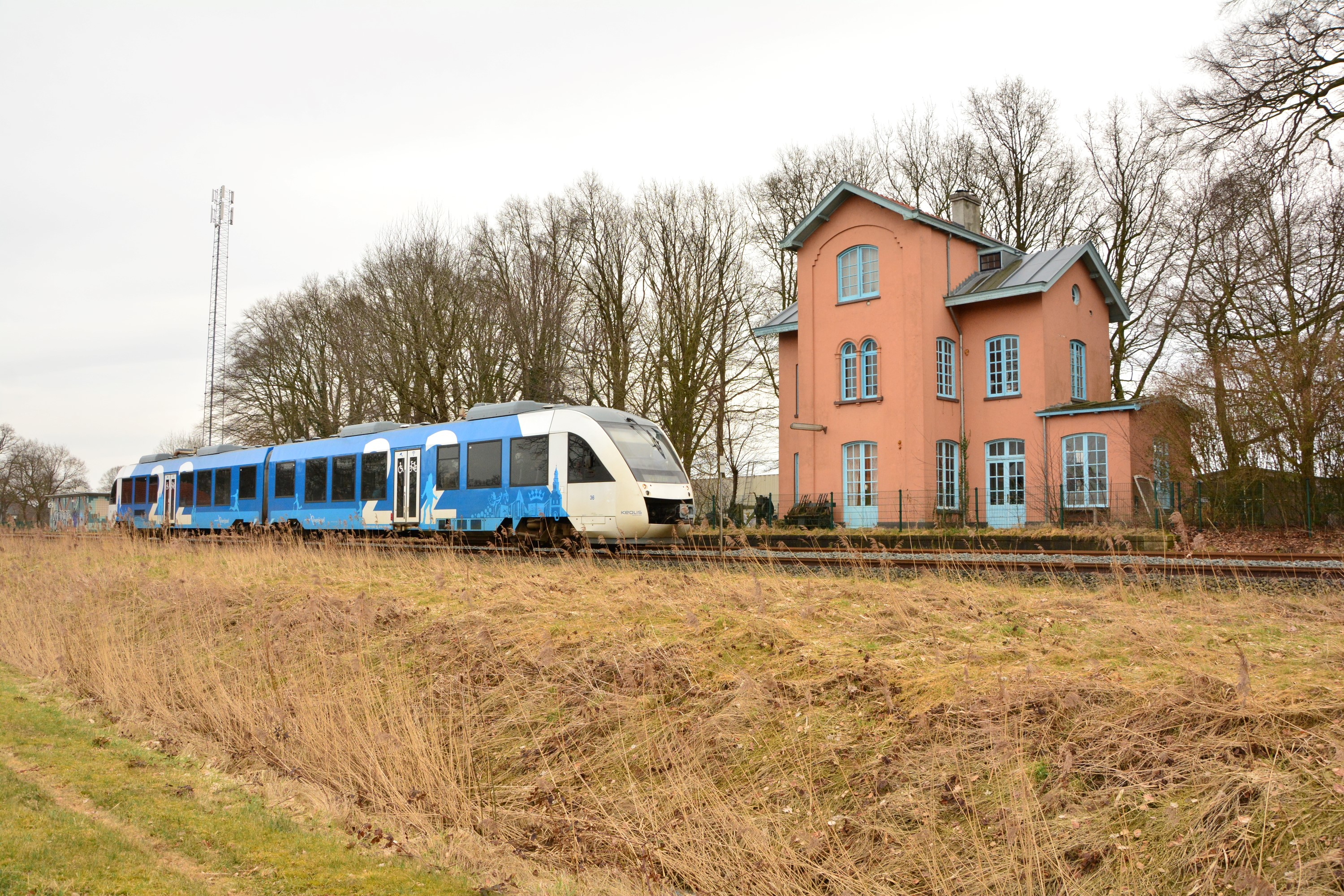
Залізнична станція Алмен-Ларен